# Platycephalus bassensis
Platycephalus bassensis är en fiskart som beskrevs av Cuvier 1829. Platycephalus bassensis ingår i släktet Platycephalus och familjen Platycephalidae. Inga underarter finns listade i Catalogue of Life.